# Polední (Slezské Beskydy)
Polední (672 m n. m.) je vrchol v Slezských Beskydech nacházející se na hranici obcí Nýdek a Bystřice nad Olší. V minulosti na vrcholu Polední stávala dřevěná rozhledna, ale již se nedochovala. Okolní lokalita byla historicky osídlená horaly (osada Polední a salaš Loučka II). V Císařském povinném otisku stabilního katastru z roku 1836 je vidět větší množství obydlí v této lokalitě.

## Turistika
V roce 2012 byl na vrcholu Polední založen památník českoslovanských legionářů, Šnejdárkův obelisk a byla založena Mohyla české státnosti. Zřizovatelem, správcem i vlastníkem památníku je Československá obec legionářská (ČsOL). Pravidelně se zde konají Legionářské marše. Turistická trasa přes vrchol Polední je oblíbená, protože vede z centra obce Nýdek na Loučku a Filipku.

### Přístupnost
- Po  červené turistické značce z Nýdku,
- Po  červené turistické značce z Filipky (z Bukovce)